# Vila Maior (São Pedro do Sul)
Vila Maior is een plaats (freguesia) in de Portugese gemeente São Pedro do Sul en telt 1127 inwoners (2001).